# John Muir National Historic Site
John Muir National Historic Site ist eine Gedenkstätte und ein Museum vom Typ einer National Historic Site in Martinez, Kalifornien. Sie bewahrt das viktorianische Wohnhaus des Schriftstellers, Naturforschers, Naturphilosophens und Naturschützers John Muir (1838–1914). 
Das großzügige Gebäude mit 14 Wohn- und Schlafräumen wurde 1883 durch die Architekten Wolfe & Son; Martinez, Vicente, von Muirs Schwiegervater, dem Arzt John Strentzel, erbaut. Muir leitete nach der Hochzeit mit Louie Strenzel von 1880 bis 1891 die großflächigen Obstplantagen der Familie Strenzel mit 12600 acres (1052 ha). Dazu kamen noch kleinere Flächen, die er im Laufe der Jahre selbst kaufte. Die Arbeiten wurden weitgehend von chinesischen Arbeitern erledigt. Muir steckte seine ganze Kraft in die Leitung des Betriebs, optimierte die Anbaumethoden und die angebauten Sorten und klagte über die harte Arbeit. Mit seiner Frau zog er 1890 nach dem Tod seines Schwiegervaters in das Haus und bewohnten es bis zu seinem eigenen Tod 1914. Nachdem seine eigenen Plantagen sehr erfolgreich waren, konnte Muir sich 1891 aus dem Geschäft zurückziehen und den Betrieb an seinen Schwager, den Ehemann seiner Schwester Sarah, übergeben.
Er nahm sein Schreiben wieder auf, das in den Jahren der Betriebsleitung völlig eingeschlafen war und wurde über die naturwissenschaftlichen Themen hinaus zum erfolgreichen Naturphilosophen und entwickelte insbesondere aus philosophischen Motiven die Gedanken des Naturschutzes. Im folgenden Jahr war er ausschlaggebend für die Gründung des Sierra Club. Muir verbrachte den Rest seines Lebens in diesem Haus und zog seine drei Kinder hier auf. Trotzdem erklärte er in einem vielfach zitierten Satz: „Going to the mountains is going home“ (In die Berge zu gehen ist nach Hause zu gehen). Seine darin ausgedrückte Vorstellung von der Wildnis als Ideal wird auch auf seine vorherige harte Arbeit in der bewirtschafteten, gestalteten Landschaft zurückgeführt.
Nach Muirs Tod 1914 bewirtschaftete seine Tochter Wanda mit ihrem Ehemann Tom Hanna und ihren Kindern einen Teil der Plantage, bis ihr zweiter Sohn, John Muir Hanna, mit seiner Familie 1950 nach Napa zog. Das Haus wurde jedoch gut instand gehalten bis 1952. Dann stand es zwei Jahre leer und wurde vernachlässigt, bis es 1955 von Mr. und Mrs. Henry W. Sax gekauft teilweise repariert und möbliert wurde.
Das Gebäude und der etwa 3 ha große Obstgarten liegen heute am Highway CA 4, der parallel zum 1900 über die Obstplantagen errichteten Eisenbahnviadukt (Muir Trestle) verläuft. Am 29. Dezember 1962 erhielt das Haus den Status einer National Historic Landmark. 1964 wurde John Muir House als National Historic Site ausgewiesen und unter die Verwaltung des National Park Service gestellt. Am 15. Oktober wurde das Gebäude als Baudenkmal in das National Register of Historic Places aufgenommen. 1992 konnte noch einmal ein guter Quadratkilometer vom ehemaligen Grundstück der Strenzels erworben werden. Die Fläche liegt auf der anderen Seite des Highways in den Hügeln des nach Muirs Tochter benannten Mount Wanda. Sie ist mit einem lockeren Eichen-Wald überzogen. 
Im Haus ist eine Ausstellung zu Leben und Werk John Muirs eingerichtet, die auch sein Arbeitszimmer einschließt. Dort entstanden fast alle Werke von Muir, der Raum ist weitgehend im Originalzustand erhalten. Das Besucherzentrum bietet Führungen durch das Haus und in unregelmäßigen Abständen auch durch die Grundstücke.